# Bathypolypodidae
Bathypolypodidae — небольшое семейство головоногих из подотряда Incirrina отряда осьминогов. Семейство Bathypolypodidae описано британским зоологом Гаем Коберном Робсоном (Guy Coburn Robson, 1888—1945)  как Bathypolypodinae в 1929 году. Ранее считалось подсемейством семейства Обыкновенные осьминоги и выделено в 2014 году.
Включает в себя род Bathypolypus Grimpe, 1921.